# Merzhausen (Willingshausen)
Merzhausen ist ein Ortsteil der Gemeinde Willingshausen im nordhessischen Schwalm-Eder-Kreis.

## Geographie
Der Ort liegt unmittelbar östlich des Dorfes Willingshausen an der Einmündung des Fischbachs in die Antreff. Weitere Nachbarorte sind Gungelshausen im Norden, Röllshausen im Osten und Holzburg im Südosten.

## Geschichte

### Wasserburg Merzhausen
Die Wasserburg in Merzhausen bestand von etwa 1250 bis in die Mitte des 18. Jahrhunderts, allerdings gegen Ende in zunehmend schlechtem Zustand. Die Anlage war von einem Graben mit Damm umgeben und umfasste etwa 75 × 55 m, mit einem Gebäudekomplex von rund 30 × 25 m. Sie wurde nach 1707 abgebrochen. Nachdem das Weitershausische Wohnhaus auf dem Burggelände am 8. November 1759 ausgebrannt war, wurde auch dieses abgerissen. Johann Bernhard von Weitershausen (* 1690; † nach 1750) war 1743 kurmainzischer Hofrat und Amtmann zu Fritzlar und Naumburg geworden und mit seiner Familie nach Fritzlar gezogen, und sein Sohn und Amtsnachfolger Franz Ludwig von Weitershausen (* um 1725; † nach 1804) war an einem Wiederaufbau nicht interessiert.

### Ortsgeschichte
Die älteste bekannte schriftliche Erwähnung von Merzhausen erfolgte unter dem Namen Meinharteshusen im Jahr 1254. 1258 wird eine dortige Kemenate erwähnt, wohl ein steinerner, beheizbarer Adelssitz. Die Schreibweise des Ortsnamens wechselte im Laufe der Jahrhunderte mehrfach: Meinharteshusen (1233), Meinhardeshusen, Menhardeshusen (1254), Meynhartshusen (1334), Mershausen (1548) und Mertzhausen (1585). Die Erwähnung von 1233 bezieht sich auf den Ritter Sibodo de Meinharteshusen, nicht auf das Dorf selbst.
Im Mai 1327 bekundeten der Ritter Eckard Küppel (Kupphele) und seine Brüder Hermann und Konrad mit ihren Ehefrauen, dass sie Graf Johann I. von Ziegenhain und seinen Nachkommen ihr Haus in Merzhausen (Meinhartshusin) als Lehen aufgetragen hatten, das sie und ihre Eltern von den Grafen von Ziegenhain schon als dauerndes Lehen innehatten, und dass sie dort Erbburgmannen bleiben wollten. Im Jahre 1344 erneuerten die Grafen Johann I. und Gottfried VII. von Ziegenhain den Edelknechten Hermann, Konrad und Ludwig Küppel (auch Koppel oder Kuppel) und deren Erben ihre Erbburgmannschaft in Merzhausen. Im Jahre 1367 verpfändete Graf Gottfried VII. das von ihm als Lehen der Abtei Hersfeld gehaltene Dorf mitsamt der zur Wasserburg ausgebauten Kemenate und den benachbarten Dörfern Heckershausen und Niederfischbach an die Familie Kuppel. Nach diesen wurden ihre Erben, die Herren von Rückershausen, 1419 mit dem Besitz belehnt. 1471 traten sie ein Drittel dieses Besitzes an den landgräflich-hessischen Rat Thamme (Thomas) von Weitershausen ab, der ein zweites Wohnhaus auf dem Burggelände errichtete und neben der Kirche den Weitershausischen Hof baute und bewirtschaftete. Dieser Hof, dessen Hauptgebäude heute noch steht, blieb bis 1860 im Besitz derer von Weitershausen und wurde dann von dem Kasseler Kaufmann Salomon Sudheim erworben, der die Gebäude und Äcker an Merzhäuser Bauern verkaufte.
Nach dem Tod des Helwig von Rückershausen 1576, mit dem sein Geschlecht im Mannesstamm erlosch, wurde der landgräflich Hessen-Kasselsche Forst- und Jägermeister Georg Schetzel († 1599) mit den Rückershausenschen zwei Dritteln an Burg und Dorf Merzhausen belehnt. Als der landgräfliche Ober-Forst- und Jägermeister Franz Wolf Schetzel als letzter seines Geschlechts 1675 starb, gab Landgraf Karl dessen heimgefallene zwei Drittel von Merzhausen als Lehen an seinen Vetter Ernst von Hattenbach, einen illegitimen Spross des landgräflichen Hauses Hessen. Dieser Besitz ging im Jahre 1707 nach dem Tod von Hattenbachs Witwe durch Verkauf zurück an Landgraf Karl und wurde Staatsdomäne. Die inzwischen baufällig gewordene alte Burg wurde abgebrochen. 1872 tauschte der preußische Fiskus das Ackerland der Domäne gegen den Gemeindewald; die Domäne wurde aufgelöst und das 1735 neu errichtete Gutsgebäude wurde Dienstgebäude der Försterei. Dieses Haus wurde 1964 abgebrochen. Auf der nördlichen Hälfte der inzwischen aufgelösten Domäne wurde 1874 die alte Schule gebaut.
Hessische Gebietsreform (1970–1977)
Zum 31. Dezember 1971 fusionierten im Zuge der Gebietsreform in Hessen die bis dahin selbständigen Gemeinden Zella, Willingshausen und Merzhausen zur neuen Gemeinde Antrefftal. Antrefftal wurde am 1. Januar 1974 mit fünf weiteren Orten zu einer größeren Gemeinde vereinigt wurde. Die neue Gemeinde gab sich den Namen Willingshausen, die Gemeindeverwaltung wurde jedoch im Ortsteil Wasenberg angesiedelt. Für alle ehemals eigenständigen Gemeinden  wurde je ein Ortsbezirk mit Ortsbeirat und Ortsvorsteher nach der Hessischen Gemeindeordnung gebildet.

## Bevölkerung
Einwohnerstruktur 2011
Nach den Erhebungen des Zensus 2011 lebten am Stichtag, dem 9. Mai 2011, in Merzhausen 933 Einwohner. Darunter waren 15 (1,6 %) Ausländer.
Nach dem Lebensalter waren 162 Einwohner unter 18 Jahren, 369 zwischen 18 und 49, 213 zwischen 50 und 64 und 189 Einwohner waren älter. Die Einwohner lebten in 384 Haushalten. Davon waren 78 Singlehaushalte, 105 Paare ohne Kinder und 159 Paare mit Kindern, sowie 36 Alleinerziehende und 3 Wohngemeinschaften. In 75 Haushalten lebten ausschließlich Senioren und in 252 Haushaltungen lebten keine Senioren.
Einwohnerentwicklung
| Quelle: Historisches Ortslexikon |                                              |
| • 1585:                          | 55 Hausgesesse                               |
| • 1681:                          | 43 Hausgesesse, 3 Ausschuss, ein Junggeselle |
| • 1743:                          | 58 Wohnhäuser einschließlich 2 Mühlen        |
| • 1747:                          | 67 Haushalte                                 |

| Merzhausen: Einwohnerzahlen von 1834 bis 2015 | Merzhausen: Einwohnerzahlen von 1834 bis 2015 | Merzhausen: Einwohnerzahlen von 1834 bis 2015 | Merzhausen: Einwohnerzahlen von 1834 bis 2015 | Merzhausen: Einwohnerzahlen von 1834 bis 2015 |
| --- | --------------------------------------------- | --------------------------------------------- | --------------------------------------------- | --------------------------------------------- |
| Jahr |                                               |                                               |                                               | Einwohner                                     |
| 1834 | 1834                                          |                                               | 679                                           | 679                                           |
| 1840 | 1840                                          |                                               | 671                                           | 671                                           |
| 1846 | 1846                                          |                                               | 704                                           | 704                                           |
| 1852 | 1852                                          |                                               | 739                                           | 739                                           |
| 1858 | 1858                                          |                                               | 692                                           | 692                                           |
| 1864 | 1864                                          |                                               | 717                                           | 717                                           |
| 1871 | 1871                                          |                                               | 683                                           | 683                                           |
| 1875 | 1875                                          |                                               | 667                                           | 667                                           |
| 1885 | 1885                                          |                                               | 674                                           | 674                                           |
| 1895 | 1895                                          |                                               | 700                                           | 700                                           |
| 1905 | 1905                                          |                                               | 748                                           | 748                                           |
| 1910 | 1910                                          |                                               | 794                                           | 794                                           |
| 1925 | 1925                                          |                                               | 754                                           | 754                                           |
| 1939 | 1939                                          |                                               | 853                                           | 853                                           |
| 1946 | 1946                                          |                                               | 1.125                                         | 1.125                                         |
| 1950 | 1950                                          |                                               | 1.093                                         | 1.093                                         |
| 1956 | 1956                                          |                                               | 1.004                                         | 1.004                                         |
| 1961 | 1961                                          |                                               | 1.005                                         | 1.005                                         |
| 1967 | 1967                                          |                                               | 1.037                                         | 1.037                                         |
| 1980 | 1980                                          |                                               | ?                                             | ?                                             |
| 1990 | 1990                                          |                                               | ?                                             | ?                                             |
| 2000 | 2000                                          |                                               | ?                                             | ?                                             |
| 2011 | 2011                                          |                                               | 933                                           | 933                                           |
| 2015 | 2015                                          |                                               | 887                                           | 887                                           |
| Datenquelle: Historisches Gemeindeverzeichnis für Hessen: Die Bevölkerung der Gemeinden 1834 bis 1967. Wiesbaden: Hessisches Statistisches Landesamt, 1968. Weitere Quellen: Gemeinde Willingshausen; Zensus 2011 |                                               |                                               |                                               |                                               |

Historische Religionszugehörigkeit
| Quelle: Historisches Ortslexikon |                                                                                                 |
| • 1861:                          | 630 evangelisch-reformierte, 4 evangelisch-lutherische, 75 jüdische, ein katholischer Einwohner |
| • 1885:                          | 638 evangelische (= 94,66 %), keine katholischen, 36 jüdische (= 5,34 %) Einwohner              |
| • 1961:                          | 966 evangelische (= 96,12 %), 25 katholische (= 2,48 %) Einwohner                               |

Historische Erwerbstätigkeit
| • 1743: | 7 Leineweber, DREI Zimmerleute, EIN Krämer, drei Schneider (einschließlich des Schulmeisters), ein Korbmacher, zwei Müller, drei Schmiede, ein Maurer, ein Wagner, ein Branntweinbrenner, vier Schäfer, 7 Tagelöhner |
| • 1838  | Familien: 15 Ackerbau, 40 Gewerbe, 54 Tagelöhner |
| • 1961  | Erwerbspersonen: 209 Land- und Forstwirtschaft, 249 produzierendes Gewerbe, 34 Handel und Verkehr, 21 Dienstleistungen und Sonstiges                                                                                 |

## Jüdische Gemeinde
Merzhausen hatte vom 17. Jahrhundert bis 1938 eine jüdische Gemeinde, der auch die Juden in Willingshausen und Schrecksbach angehörten. 1743 lebten 10 jüdische Familien im Dorf. 1837 waren 72 Einwohner jüdisch, 1861 waren es 75. Danach erfolgte eine allmähliche Abwanderung in die Städte und in die USA, so dass im Jahre 1905 nur noch 39 Juden im Ort gezählt wurden. 1933 waren es nur noch sieben Familien mit insgesamt 20 Personen. 1939 wurden nur noch neun jüdische Einwohner gezählt. Die meisten von ihnen wurden in Vernichtungslager deportiert.
Die Synagoge für Merzhausen, Willingshausen und Schrecksbach befand sich hinter der Schule; sie wurde in der Reichspogromnacht im November 1938 teilweise zerstört und dann 1951 abgerissen. Schon ab 1833 gab es eine Israelitische Elementarschule, die 1933 geschlossen wurde, aber deren Gebäude noch heute vorhanden ist (Ziegenhainer Str. 30). Das Ritualbad der Gemeinde wurde bis Anfang des 20. Jahrhunderts genutzt, verschwand dann um 1931 aus dem Dorfbild. Der jüdische Friedhof an der Waldstraße hinter dem Försterhaus, in der NS-Zeit geschändet und 1945 wieder hergerichtet, ist noch erhalten.

## Politik
Für Merzhausen besteht ein Ortsbezirk (Gebiete der ehemaligen Gemeinde Merzhausen und einigen Flurstücken der Gemarkung Willingshausen) mit Ortsbeirat und Ortsvorsteher nach der Hessischen Gemeindeordnung.
Der Ortsbeirat besteht aus fünf Mitgliedern. Bei den Kommunalwahlen in Hessen 2021 betrug die Wahlbeteiligung zum Ortsbeirat 54,47 %. Alle Kandidaten gehörten der „Gemeinschaftsliste Merzhausen“ an. Der Ortsbeirat wählte Heinrich Keller zum Ortsvorsteher.

## Dorfkirche
Die 1780/81 erbaute evangelische Kirche wurde zu Erntedank 2016 wieder in gottesdienstlichen Gebrauch genommen; in die umfassende Sanierung wurden dabei Teile eines älteren Gebäudes einbezogen.

## Persönlichkeiten
- Burghard Hoos (1778–1857), Politiker, MdL Waldeck, geboren in Merzhausen
- Sara Nussbaum (1868–1956), deutsche Rot-Kreuz-Schwester und Überlebende des Holocaust